# Færøske lagtingsmedlemmer 2015-2019
Liste over færøske lagtingsmedlemmer 2015-2019. Siden 2008 har Lagtinget på Færøerne haft 33 valgte medlemmer. Alle er valgt ved personstemmer på partilister i én valgkreds. Lagtingsvalget 2015 blev afholdt den 1. september 2015. De 33 valgte er følgende personer:
| Navn                              | Parti             | Region         | Kommentarer |
| --------------------------------- | ----------------- | -------------- | --- |
| Aksel V. Johannesen               | Javnaðarflokkurin | Norðoyar       | Lagmand fra 2015. Helena Dam á Neystabø møder som suppleant. |
| Annika Olsen                      | Fólkaflokkurin    | Suðurstreymoy  | Meldte sig ud af Fólkaflokkurin 9. september 2015 og blev løsgænger. Tilsluttede sig Framsókns gruppe 17. september, men forlod partiet allerede 20. sep. 2015 og fik orlov i en måned. Genindtrådte i Fólkaflokkurin 4. feb. 2016. |
| Annita á Fríðriksmørk             | Tjóðveldi         | Suðurstreymoy  | |
| Bill Justinussen                  | Miðflokkurin      | Eysturoy       | |
| Bjarni Hammer                     | Javnaðarflokkurin | Suðuroy        | |
| Bjørn Kalsø                       | Sambandsflokkurin | Norðoyar       | |
| Bárður á Steig Nielsen            | Sambandsflokkurin | Norðurstreymoy | |
| Edmund Joensen                    | Sambandsflokkurin | Eysturoy       | |
| Elsebeth Mercedis Gunnleygsdóttur | Fólkaflokkurin    | Norðoyar       | |
| Eyðgunn Samuelsen                 | Javnaðarflokkurin | Norðoyar       | Minister fra 2015. Jónleif Johannesen møder som suppleant. |
| Hanna Jensen                      | Framsókn          | Suðurstreymoy  | |
| Heðin Mortensen                   | Javnaðarflokkurin | Suðurstreymoy  | |
| Henrik Old                        | Javnaðarflokkurin | Suðuroy        | Minister fra 2015. Djóni Nolsøe Joensen møder som suppleant. |
| Høgni Hoydal                      | Tjóðveldi         | Suðurstreymoy  | Minister fra 2015. Bjørt Samuelsen møder som suppleant. |
| Jacob Vestergaard                 | Fólkaflokkurin    | Suðuroy        | |
| Jákup Mikkelsen                   | Fólkaflokkurin    | Norðoyar       | |
| Jenis av Rana                     | Miðflokkurin      | Suðurstreymoy  | |
| Jógvan á Lakjuni                  | Fólkaflokkurin    | Eysturoy       | |
| Jógvan Skorheim                   | Nýtt Sjálvstýri   | Norðoyar       | Fik ikke tilladelse fra Klaksvík byråd til at være både borgmester og lagtingsmedlem. Han valgte at fortsætte som borgmester og søgte om orlov fra Lagtinget. Bárður Kass Nielsen møder som suppleant.                              |
| Jørgen Niclasen                   | Fólkaflokkurin    | Vágar          | |
| Kaj Leo Johannesen                | Sambandsflokkurin | Suðurstreymoy  | |
| Katrin Kallsberg                  | Tjóðveldi         | Suðurstreymoy  | |
| Kristin Michelsen                 | Javnaðarflokkurin | Suðuroy        | |
| Kristina Háfoss                   | Tjóðveldi         | Suðurstreymoy  | Minister fra 2015. Pauli Trond Petersen møder som suppleant. |
| Kári P. Højgaard                  | Nýtt Sjálvstýri   | Eysturoy       | |
| Magni Laksáfoss                   | Sambandsflokkurin | Suðurstreymoy  | |
| Magni Arge                        | Tjóðveldi         | Suðurstreymoy  | Sidder også i Folketinget, og da Tjóðveldi ikke accepterer dobbeltmandater, måtte han vælge. Har fået orlov fra Lagtinget. Ingolf S. Olsen møder som suppleant.                                                                     |
| Magnus Rasmussen                  | Sambandsflokkurin | Eysturoy       | |
| Poul Michelsen                    | Framsókn          | Suðurstreymoy  | Minister fra 2015. Ruth Vang møder som suppleant. |
| Páll á Reynatúgvu                 | Tjóðveldi         | Sandoy         | Lagtingsformand fra 2015. |
| Rigmor Dam                        | Javnaðarflokkurin | Suðurstreymoy  | Minister fra 2015. Sjúrður Skaale var næst på listen, men er folketingsmedlem og får orlov fra Lagtinget. Kristianna Winther Poulsen møder som suppleant.                                                                           |
| Sirið Stenberg                    | Tjóðveldi         | Suðuroy        | Minister fra 2015. Óluva Klettskarð møder som suppleant. |
| Sonja Jógvansdóttir               | Javnaðarflokkurin | Suðurstreymoy  | Blev løsgænger 16. september 2015. |